# Trailsdorf
Trailsdorf ist ein Gemeindeteil der Gemeinde Hallerndorf im Landkreis Forchheim (Oberfranken, Bayern). Das ehemalige Korbmacherdorf war von 1834 bis 1978 eine Gemeinde.

## Geografie und Geschichte
Das in der naturräumlichen Landschaftseinheit des Regnitztales gelegene Dorf ist einer von acht amtlich benannten Gemeindeteilen von Hallerndorf in Oberfranken. Es befindet sich etwa zwei Kilometer nordöstlich des Ortszentrums von Hallerndorf auf einer Höhe von 258 m ü. NHN. Am südlichen Ortsrand von Trailsdorf fließt die Aisch vorbei, kurz bevor sie in die Regnitz mündet.

### Ersterwähnung und Namensentwicklung
Die erste urkundliche Erwähnung des Ortes war am 25. Juli 1109 mit dem Namen „Drawelesdorf“, welcher sich erstmals im Gründungsbuch der St. Jakobs-Kirche in Bamberg (Liber Copiarum eccles. coll. ad. St. Jakobum) befindet. Die Herkunft des Namens und seine Bedeutung entstammen dem althochdeutschen Begriff Drauili, welches sinngemäß die Bezeichnung für Dorfoberster ist. Der Name Trailsdorf sollte somit das Dorf des Drauili, des Dorfobersten, bezeichnen.
Der Ortsname hat sich im Laufe der Jahrhunderte mehrfach gewandelt, was auf den Einfluss des regionalen Dialekts und die historische Sprachentwicklung zurückzuführen ist. Erste Erwähnungen finden sich bereits im 12. Jahrhundert. Die unterschiedlichen Schreibweisen des Namens lassen sich anhand historischer Dokumente wie folgt nachverfolgen:
- 25. Juli 1109: „Drawelesdorf“
- 16. September 1418: „Dreylstorf“
- 15. September 1422: „Trelßtorf“
- 6. September 1433: „Treylßdorff“
- 27. Dezember 1447: „Treylßtorff“
- 3. Dezember 1470: „Treylßdorf“
- 8. November 1481: „Treylßdorff“
- 1520: „Drelsdorff“

Die heutige Schreibweise „Trailsdorf“ etablierte sich erst in der Neuzeit.
Diese Namensentwicklung spiegelt nicht nur die sprachlichen Veränderungen in der Region wider, sondern auch den Einfluss unterschiedlicher Herrschaftsverhältnisse und Schreibgewohnheiten über die Jahrhunderte hinweg. In der fränkischen Mundart wird Trailsdorf auch „Tralersdorf“ ausgesprochen.

### Archäologische Funde und früheste Besiedlungsspuren
Gemarkungsgrabungen, welche in den frühen 1990er Jahren vorgenommen wurden, bezeugen die Anwesenheit menschlichen Lebens und von Siedlungsbauten auf dem Gebiet des heutigen Trailsdorf weit vor 1109. Die durch die Grabungen hervorgebrachten archäologischen Funde lassen sich bis in die Mittelsteinzeit (Mesolithikum) (8000–5000 v. Chr.) zurückdatieren.

### Herrschaftsverhältnisse und Verwaltungsreformen in Trailsdorf
Bis zum Beginn des 19. Jahrhunderts hatte Trailsdorf ein Kondominat zweier Territorialherrschaften gebildet. Dies war zum einen die Herrschaft Pommersfelden, die den reichsunmittelbaren Grafen von Schönborn gehörte. Bei der zweiten Territorialmacht, die am Kondominat beteiligt war, handelte es sich um das Kloster Michelsberg, ein Mediat des Hochstifts Bamberg. Die Dorf- und Gemeindeherrschaft wurde von den beiden Kondominatspartnern alternierend ausgeübt. Die Hochgerichtsbarkeit wurde vom bambergischen Amt Bechhofen in Zentbechhofen als Centamt ausgeübt. Allerdings wurde dieses Herrschaftsrecht durch die Limitierte Cent eingeschränkt, die den beiden Kondominatspartnern vom Hochstift zugestanden worden war.
Als das Hochstift Bamberg infolge des Reichsdeputationshauptschlusses 1802/03 säkularisiert und unter Bruch der Reichsverfassung vom Kurfürstentum Pfalz-Baiern annektiert wurde, wurde Trailsdorf Bestandteil der bei der „napoleonischen Flurbereinigung“ gewaltsam in Besitz genommenen neubayerischen Gebiete.
Durch die Verwaltungsreformen zu Beginn des 19. Jahrhunderts im Königreich Bayern wurde Trailsdorf mit dem Zweiten Gemeindeedikt 1818 eine Landgemeinde. Von 1834 bis 1978 war der Ort eine eigenständige Gemeinde und gehörte bis   1972 zum Landkreis Bamberg. Im Zuge der kommunalen Gebietsreform in Bayern wurde Trailsdorf am 1. Mai 1978 in die Gemeinde Hallerndorf eingegliedert.
Im Juli 2009 feierte die Ortschaft Trailsdorf mit einem  Fest seine erste urkundliche Erwähnung 900 Jahre zuvor.

### Ehrung der gefallenen und vermissten Mitbürger
Im Ortskern von Trailsdorf wurde 1894 von der Gemeinde eine Gedenkstätte angelegt, welche 51 gefallenen und vermissten Mitbürgern gewidmet ist, die in verschiedenen Kriegen ihre Leben verloren. Die Stätte wurde 1965 renoviert. Das Steindenkmal, geschmückt mit einem aufgesetzten Christus am Kreuz, wird von zwei gravierten Steinplatten flankiert, auf denen die Namen der Gefallenen verewigt sind.

## Brauchtum

### Wallfahrt nach Sankt Anna (Weilersbach)
Die Wallfahrt nach Sankt Anna in Weilersbach hat in Trailsdorf eine bedeutende Tradition, die laut Chronik seit 1858 begangen wird. Diese Wallfahrt verehrt die Eltern Mariens, Joachim und Anna, die in der christlichen Überlieferung als heilig gelten. Die Verehrung der Hl. Anna breitete sich ab dem 13. Jahrhundert in Europa aus und führte zur Errichtung zahlreicher Kapellen und Kirchen, die der Hl. Anna geweiht sind.
Die Anbetung der Hl. Anna gewann besonders im Mittelalter an Bedeutung. Im Jahr 1650 kamen die Franziskaner nach Forchheim und wurden zu wichtigen Förderern der Annaverehrung in der Region. Bereits 1511 wurde in Weilersbach eine Kapelle zu Ehren der Hl. Anna erwähnt, die im Laufe der Zeit Ziel von Prozessionen wurde. Die Kapelle wurde während des Markgräflerkrieges (1552/53) beschädigt, aber nach dem Dreißigjährigen Krieg (1618–1648) wiederaufgebaut. Dies führte dazu, dass die Wallfahrten ab etwa 1660 erneut einsetzten.
Die Wallfahrt nach Weilersbach zieht jährlich viele Gläubige an. Die Teilnehmer versammeln sich nach dem Gottesdienst oft im Kellerwald, um sich bei Brot und Bier zu stärken. Diese Tradition fördert nicht nur die religiöse Gemeinschaft, sondern auch das soziale Miteinander der Pilger.
Trotz der Säkularisation und der damit verbundenen Rückgänge in der Teilnehmerzahl finden auch heute noch Wallfahrten aus Trailsdorf und umliegenden Orten statt. Besonders am Annafest, das auf den Sonntag nach dem 26. Juli fällt, nehmen Wallfahrer aus Trailsdorf sowie aus Nachbarorten wie Serlbach, Bammersdorf und Gößweinstein an dieser Tradition teil. Diese Wallfahrten sind ein wesentlicher Bestandteil des regionalen Brauchtums und zeugen von der tief verwurzelten Verehrung der Hl. Anna in der Gemeinschaft.

## Statistik
Die Anzahl der Wohngebäude in Trailsdorf zeigt die bauliche und demografische Entwicklung des Ortes im Zeitverlauf:
- 1818: 49 Gebäude
- 1840: 55 Gebäude
- 1900: 72 Gebäude
- 1925: 68 Gebäude
- 1950: 72 Gebäude
- 1987: 150 Gebäude
- 2020: 239 Gebäude

Die Bevölkerungsentwicklung in Trailsdorf zeigt die demografischen Veränderungen über die Jahrhunderte hinweg:
- 1818: 265 Einwohner
- 1840: 294 Einwohner
- 1900: 350 Einwohner
- 1925: 396 Einwohner
- 1950: 484 Einwohner (einschließlich 99 Heimatvertriebene)
- 1970: 499 Einwohner
- 1987: 567 Einwohner
- 2015: 787 Einwohner
- 2020: 847 Einwohner

## Infrastruktur und Versorgung
Das Dorf verfügt über eine Bäckerei, einen Bauernladen sowie einen Kindergarten. Außerdem sind die Freiwillige Feuerwehr Trailsdorf und diverse Handwerksbetriebe vor Ort. Zusätzliche Dienstleistungen umfassen Ferienwohnungen und ein Gasthaus mit Gästebetrieb.
Im Jahr 2023 wurde am Feuerwehrhaus der Freiwilligen Feuerwehr ein öffentlich zugänglicher Defibrillator installiert.

## Verkehr
Die von Schlammersdorf her kommende Kreisstraße FO 45 durchquert den Ort und führt weiter nach Seußling, das im Landkreis Bamberg liegt. Außerdem verbinden Gemeindeverbindungsstraßen den Ort mit Hallerndorf im Südwesten und Großbuchfeld im Nordwesten. Der ÖPNV bedient das Dorf an Bushaltestellen der Buslinie 265 des VGN. Der nächstgelegene Bahnhof befindet sich im Eggolsheimer Gemeindeteil Neuses und liegt an der Bahnstrecke Nürnberg–Bamberg.

## Baudenkmäler

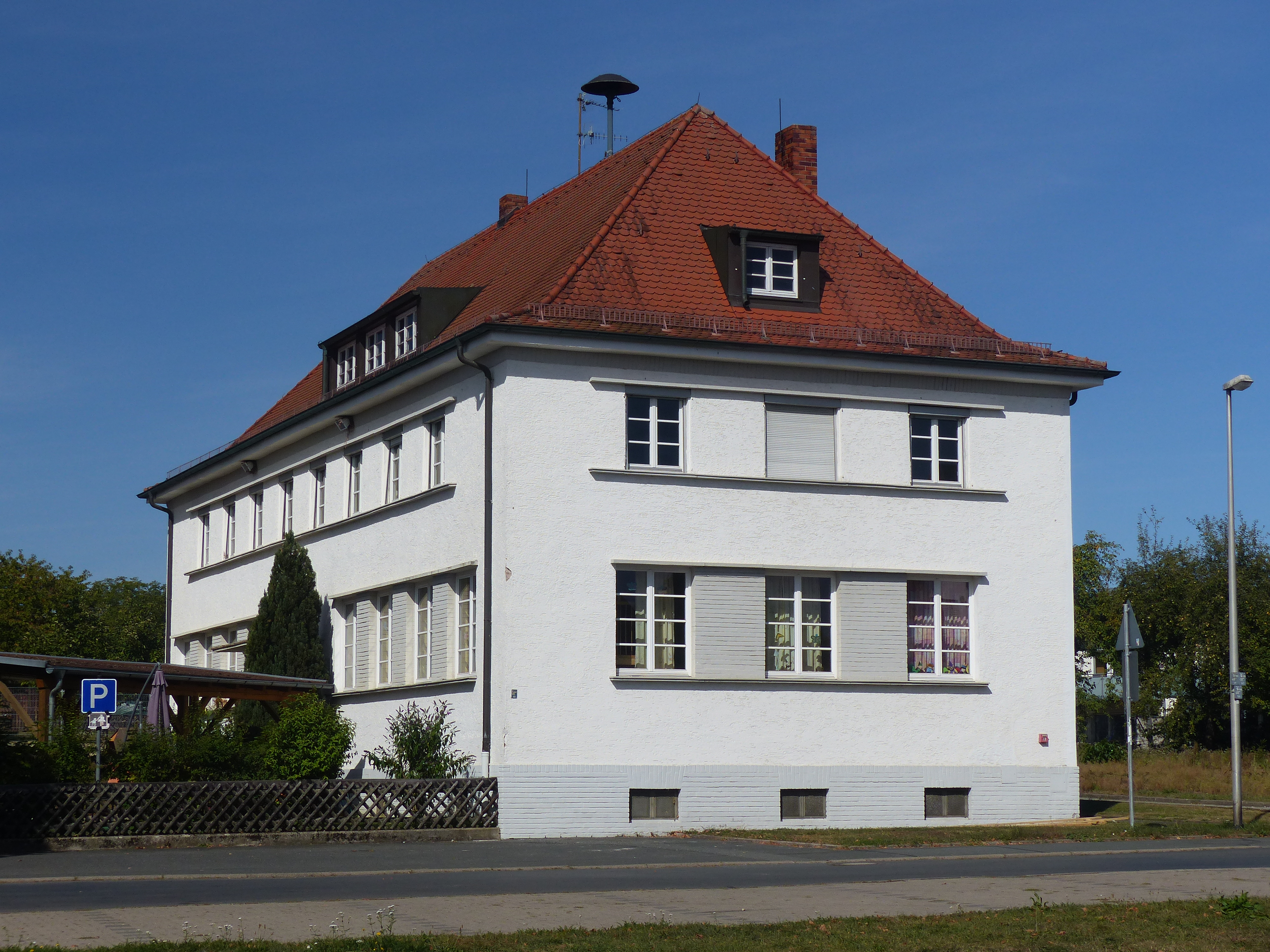
Das denkmalgeschützte ehemalige Schulhaus des Dorfes (2019)

In und um Trailsdorf gibt es zwei denkmalgeschützte Objekte – ein ehemaliges Schulhaus und eine Mühle.

### Flurnamensinformationstafel
Innerhalb der Trailsdorfer Flur, am Feldweg, wurde eine Informationstafel errichtet, die alle 484 Flurnamen der Gemarkung auflistet. Flurnamen sind traditionelle Bezeichnungen für kleinräumige Teile der Flur und dienen der genauen Ortsbestimmung. Diese Namen beziehen sich oft auf landschaftliche Merkmale oder sind in Kombination mit Haus- oder Hofnamen entstanden. Die Sammlung der Trailsdorfer Flurnamen wurde 1935 von Jakob Wirth aus Trailsdorf erstellt und 2018 von  Hans Schaub aus Pautzfeld überarbeitet. Das Original befindet sich im Archiv des Verbandes für Orts- und Flurnamenforschung in Bayern e. V.

## Vereinsleben
Das Vereinswesen in Trailsdorf ist kulturell eng mit seinen näheren Nachbarorten und -gemeinden verbunden. Besonders ausgeprägt ist dieses Verhältnis zwischen seinem nächsten, am gegenüberliegenden Flussufer anliegenden Nachbarort Schlammersdorf, ebenfalls seit 1978 ein Gemeindeteil von Hallerndorf. Durch den regen Austausch der Bewohner beider Ortschaften sowie ihre gemeinsamen Interessen und auch vor dem Hintergrund wirtschaftlicher Überlegungen wurden vereinzelte Vereine im jeweils anderen Nachbarort mit dem Namenszusatz „Schlammersdorf/Trailsdorf“ gegründet.
Die Ortschaftsvereine in beiden Dörfern haben in der Vergangenheit kooperiert und ihre finanziellen Mittel für kulturelle Projekte in den jeweils anderen Ortschaften eingesetzt. Es gibt u. a. die Freiwillige Feuerwehr, einen Fischereiverein, einen Gesangverein, einen Schützenverein sowie den Sportverein FC Wacker.

## Bürgermeister (1834–1978)
In dieser Liste sind die Bürgermeister aufgeführt, die von 1834 bis zur Eingliederung der ehemaligen Gemeinde Trailsdorf in die Gemeinde Hallerndorf im Jahr 1978 die Geschicke der Gemeinde geleitet haben. Diese Liste erfordert Ergänzungen, um weitere relevante Informationen und Persönlichkeiten zu dokumentieren.
- Johann Friedrich (1880)
- Johann Linz (ab 1933)
- Johann Orth (1948–1956)
- Sebastian Schwarzmann (1959)